# Igor Antón
Igor Antón Hernández (Galdakao, 2 marzo 1983) è un ex ciclista su strada spagnolo di origini basche.
Scalatore, professionista dal 2005 al 2018, in carriera ha vinto quattro tappe alla Vuelta a España e una al Giro d'Italia.

## Carriera

### 2005-2013: Euskaltel-Euskadi
Passa professionista all'inizio del 2005 con la Euskaltel-Euskadi, squadra basca con cui già nel 2004 aveva trascorso alcuni mesi da stagista. Alla Vuelta a España 2006 ottiene il primo successo tra i professionisti vincendo la sedicesima frazione, quella con arrivo in salita all'osservatorio astronomico di Calar Alto. Nell'ottobre dello stesso anno si aggiudica anche la prova a cronometro e la classifica finale dell'Escalada a Montjuïc a Barcellona.
Nel 2007 vince la quarta tappa del Tour de Romandie e si classifica ottavo alla Vuelta a España. L'anno dopo conclude al secondo posto l'Euskal Bizikleta e al terzo il Tour de Suisse, dopo essersi anche aggiudicato la seconda tappa della competizione svizzera; nel 2009 fa quindi sua la Subida a Urkiola, classica in linea spagnola.
Nella primavera del 2010 conquista una tappa alla Vuelta a Castilla y León e una al Tour de Romandie, e si piazza quarto alla Freccia Vallone. Tra agosto e settembre partecipa alla Vuelta a España vincendo due tappe e indossando la maglia rossa per sei giorni. Nel corso della quattordicesima tappa cade però in discesa, fratturandosi il gomito: proprio quando era al comando della classifica generale, è costretto al ritiro.
L'anno dopo è di nuovo piazzato alla Freccia Vallone, quinto. Partecipa poi al Giro d'Italia – vince la quattordicesima tappa con arrivo sul Monte Zoncolan – e alla Vuelta a España, conquistando la diciannovesima frazione, quella con arrivo a Bilbao. Nel 2012 corre ancora la Vuelta chiudendola al nono posto, senza però mai riuscire ad imporsi in nessuna tappa.

### 2014-2018: Movistar Team e Dimension Data
Nella stagione 2014 Antón si unisce alla Movistar. Nel maggio 2015 ritorna alla vittoria dopo quattro anni. Vince la prima tappa e la classifica finale della Vuelta a Asturias.
Nella stagione 2016 passa alla formazione sudafricana Dimension Data. Si ritira dalle competizioni al termine dell'ultima tappa della Vuelta a España 2018, senza essere riuscito a conseguire vittorie con la sua ultima formazione.

## Palmarès
- 2004 (Orbea-Olarra-Consult, Dilettanti Under-23)

5ª tappa, 1ª semitappa, Volta Ciclista Internacional a Lleida (Les > El Pont de Suert)
- 2006 (Euskaltel-Euskadi, tre vittorie)

16ª tappa Vuelta a España (Almería > Calar Alto)
2ª prova Escalada a Montjuïc
Escalada a Montjuïc
- 2007 (Euskaltel-Euskadi, una vittoria)

5ª tappa Tour de Romandie (Charmey > Morgins)
- 2008 (Euskaltel-Euskadi, una vittoria)

2ª tappa Tour de Suisse (Langnau im Emmental > Flums)
- 2009 (Euskaltel-Euskadi, una vittoria)

Subida a Urkiola
- 2010 (Euskaltel-Euskadi, quattro vittorie)

3ª tappa Vuelta a Castilla y León (León > Ponferrada)
6ª tappa Tour de Romandie (Sion > Sion)
4ª tappa Vuelta a España (Malaga > Valdepeñas)
11ª tappa Vuelta a España (Vilanova i la Geltrú > Andorra/Vallnord)
- 2011 (Euskaltel-Euskadi, due vittoria)

14ª tappa Giro d'Italia (Lienz > Monte Zoncolan)
19ª tappa Vuelta a España (Noja > Bilbao)
- 2015 (Movistar Team, due vittorie)

1ª tappa Vuelta a Asturias (Oviedo > Pola de Lena)
Classifica generale Vuelta a Asturias

## Piazzamenti

### Grandi Giri
- Giro d'Italia

2005: 83º
2011: 18º
2014: 37º
2015: 38º
2016: 28º
2017: 62º
2018: ritirato (15ª tappa)
- Tour de France

2007: ritirato (11ª tappa)
2009: 66º
2013: 23º
- Vuelta a España

2006: 15º
2007: 8º
2008: ritirato (13ª tappa)
2009: 33º
2010: ritirato (14ª tappa)
2011: 33º
2012: 9º
2013: 20º
2016: non partito (9ª tappa)
2017: 35º
2018: 44º

### Classiche monumento
- Liegi-Bastogne-Liegi

2010: 6º
2011: 14º
2013: 12º
2016: 42º
2017: 43º
- Giro di Lombardia

2006: 20º
2007: 12º
2011: 15º
2012: 36º
2016: 27º